# Pampaneira
Pampaneira település Spanyolországban, Granada tartományban. Pampaneira Soportújar, Cáñar, Lanjarón, Bubión, Capileira, La Taha, Órgiva és Carataunas községekkel határos. Lakosainak száma 314 fő (2024).

## Népesség
A település népessége az elmúlt években az alábbi módon változott:
| Lakosok száma | 330  | 327  | 344  | 298  | 363  | 323  | 318  | 321  | 315  | 314  |
|               | 2001 | 2004 | 2006 | 2009 | 2011 | 2014 | 2016 | 2019 | 2021 | 2024 |